# Grejkovce
Greikoc en albanais et Grejkovce en serbe latin (en serbe cyrillique : Грејковце) est une localité du Kosovo située dans la commune/municipalité de Theranda/Suva Reka et dans le district de Prizren/Prizren. Selon le recensement de 2011, elle compte 2 534 habitants, dont une majorité d'Albanais.

## Démographie

### Évolution historique de la population dans la localité
| 1948 | 1953 | 1961  | 1971  | 1981  | 1991  | 2011  |
| ---- | ---- | ----- | ----- | ----- | ----- | ----- |
| 765  | 831  | 1 025 | 1 369 | 2 012 | 2 869 | 2 534 |

|  |